# Kabinett Tryggvi Þórhallsson

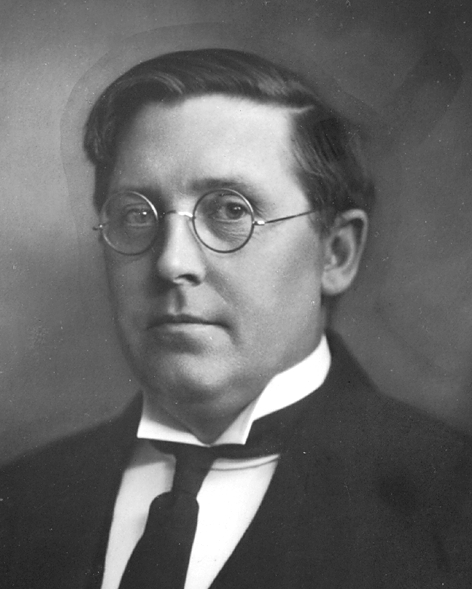
Tryggvi Þórhallsson war von 1927 bis 1932 Premierminister von Island

Das Kabinett Tryggvi Þórhallsson war eine Regierung des unabhängigen Staates Island, das sich mit dem Vertrag vom 1. Dezember 1918 von Dänemark loslöste, aber dem gemeinsamen König des Königreichs Dänemark sowie des Königreichs Island Christian X. unterstellt war. Es wurde am 28. August 1927 gebildet und löste das Kabinett Jón Þorláksson ab. Es blieb bis zum 3. Juni 1932 im Amt, woraufhin es vom Kabinett Ásgeir Ásgeirsson abgelöst wurde. Dem Kabinett gehörten ausschließlich Mitglieder der Fortschrittspartei (Framsóknarflokkurinn) an.

## Regierungsmitglieder
| Amt                                     | Amtsinhaber                                                                                 | Beginn der Amtszeit                                                          | Ende der Amtszeit                                                             |
| --------------------------------------- | ------------------------------------------------------------------------------------------- | ---------------------------------------------------------------------------- | ----------------------------------------------------------------------------- |
| Premierminister                         | Tryggvi Þórhallsson                                                                         | 28. August 1927                                                              | 3. Juni 1932                                                                  |
| Arbeitsminister                         | Tryggvi Þórhallsson Sigurður Kristinsson Tryggvi Þórhallsson                                | 28. August 1927 20. April 1931 20. August 1931                               | 20. April 1931 20. August 1931 3. Juni 1932                                   |
| Verkehrsminister                        | Tryggvi Þórhallsson Sigurður Kristinsson Tryggvi Þórhallsson                                | 28. August 1927 20. April 1931 20. August 1931                               | 20. April 1931 20. August 1931 3. Juni 1932                                   |
| Justizminister                          | Jónas Jónsson Tryggvi Þórhallsson Jónas Jónsson                                             | 28. August 1927 20. April 1931 20. August 1931                               | 20. April 1931 20. August 1931 3. Juni 1932                                   |
| Minister für kirchliche Angelegenheiten | Jónas Jónsson Tryggvi Þórhallsson Jónas Jónsson                                             | 28. August 1927 20. April 1931 20. August 1931                               | 20. April 1931 20. August 1931 3. Juni 1932                                   |
| Finanzminister                          | Magnús Kristjánsson Tryggvi Þórhallsson Einar Árnason Tryggvi Þórhallsson Ásgeir Ásgeirsson | 28. August 1927 8. Dezember 1928 7. März 1929 20. April 1931 20. August 1931 | 8. Dezember 1928 (†) 7. März 1929 20. April 1931 20. August 1931 3. Juni 1932 |